# Distylium chinense
Distylium chinense är en trollhasselart som först beskrevs av Adrien René Franchet och William Botting Hemsley, och fick sitt nu gällande namn av Adrien René Franchet och Friedrich Ludwig Diels. Distylium chinense ingår i släktet Distylium och familjen trollhasselfamiljen. Inga underarter finns listade i Catalogue of Life.